# Nedim Gürsel

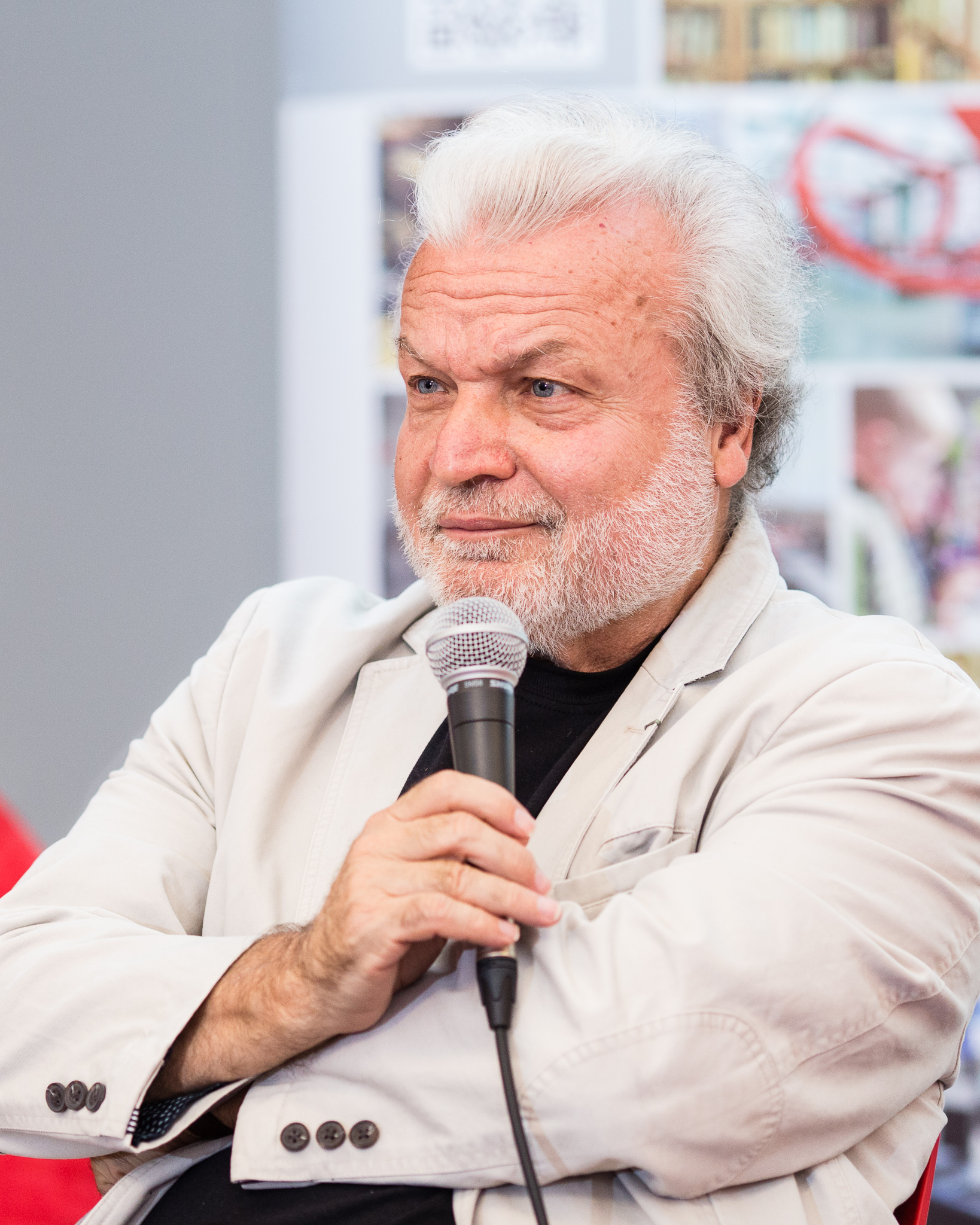
Nedim Gürsel, 2018

Nedim Gürsel (n. 5 aprilie 1951, în Gaziantep) este un scriitor turc. Spre sfârșitul anilor ’60 a început să publice nuvele și eseuri în reviste turcești, fiind la momentul actual unul dintre cei mai bine cotați autori contemporani.

## Biografie
După ce a absolvit Liceul Galatasaray în 1970, a studiat la Sorbona. În 1974 a absolvit în cadrul Departamentului de Literatură Franceză Modernă. În 1979 a terminat doctoratul în literatură comparată, cu teza despre lucrările lui Louis Aragon și Nazim Hikmet. S-a întors în Turcia, dar agitația din 1980 l-a determinat să revină în Franța.
În 1976, Gürsel a publicat O vară lungă la Istanbul, o colecție de povești. Pentru această colecție, în 1977, Gürsel a primit cel mai înalt premiu pentru literatură în Turcia, Premiul Academiei Limbii Turce. După lovitura de stat din 1980, un tribunal militar a decis că prin această colecție, Gürsel a defăimat armata turcă. În 1983, primul său roman, Prima femeie, a fost cenzurat de către regimul militar. Deși autoritățile turce au renunțat la acuzațiile aduse lui Gürsel, atât O vară lungă la Istanbul, cât și Prima femeie au rămas inaccesibile în Turcia pentru o bună perioadă de timp. 
În 2008, Gürsel a publicat Fiicele lui Allah. Cartea a determinat autoritățile turce să-l acuze pe Gürsel de blasfemie. În apărarea sa, Gürsel a menționat că nu înțelege de ce a fost acuzat de blasfemie deoarece cartea Fiicele lui Allah este un lucrare ficțională, o nuvelă, iar persoanele care judecă acest caz nu sunt critici literari. Conform legislației Turciei, el putea primi închisoare cu executare pentru o perioadă cuprinsă între 6 luni și 2 ani. 
În iunie 2009, un tribunal din Istanbul l-a achitat pe Gürsel de această acuzație. Astăzi Gürsel trăiește în exil în Franța. 
Gürsel este un membru fondator al Parlamentului Internațional al Scriitorilor. Astăzi, cetățean francez, Gürsel predă literatură turcă contemporană la Sorbona și lucrează în calitate de director de cercetare în literatura turcă în cadrul Centrului Național de Cercetare (CNRS). 

## Premii obținute
- 1977, Premiul Academiei Limbii Turce
- 1986, Premiul Abdi Ipekçi pentru contribuția sa la reunirea grecilor cu turcii
- 1986, Premiul Libertății acordat de către Clubul PEN (Franța)
- 1987, Haldun Taner Citation (with Tomris Uyar and Murathan Munhan)
- 1990, Premiul pentru cel mai bun scenariu internațional acordat de Radio France Internationale
- 1992, Premiul Struga Gold Plaque
- 2004, Premiul „Fernand Rouillon” pentru literatură
- 2004, Distincția de Cavaler pentru Artă și Literatură acordată de guvernul francez[6], [7].

## Operele lui Nedim Gürsel
- Kadinlar Kitabi (Cartea femeilor), 1975
- Uzun Sürmüs Bir Yaz (O vară lungă la Istanbul), 1976
- Ilk Kadin (Prima femeie), 1986 și 2004
- Sevgilim Istanbul (Istanbul, dragostea mea), 1986
- Son Tramvay (Ultimul tramvai), 1991
- Saint Nazaire Günlügü (Ziarul Sfântului Nazarie), 1995
- Balkanlara Dönüs (Întoarcerea în Balcani), 1995
- Bogazkesen, Fatih’in Romani (Cuceritorul), 1996
- Nâzim Hikmet ve Geleneksel Türk Yazisi (Nazim Hikmet și literatura populară turcă), 2000
- Yasar Kemal (Yachar Kemal—romanul unei tranziții), 2000 și 2005
- Aragon: Baskaldiridan Gerçege (Mișcarea perpetuă a lui Aragon— revolta dadaistă față de lumea reală), 2000
- Sag Saglim Kavussak, Çocukluk Yillari, 2004
- Allah'in Kizlari (Fiicele lui Allah), 2008